# Farrokh Shahr
Farrokh Shahr (persiska: فرّخ شهر, قَتَرُخ, قَهفِرُخ, قَهُفرُخ) är en ort i Iran.   Den ligger i provinsen Chahar Mahal och Bakhtiari, i den centrala delen av landet, 400 km söder om huvudstaden Teheran. Farrokh Shahr ligger 2 106 meter över havet och antalet invånare är 32 391.
Terrängen runt Farrokh Shahr är huvudsakligen kuperad, men västerut är den platt.Runt Farrokh Shahr är det ganska tätbefolkat, med 160 invånare per kvadratkilometer. Närmaste större samhälle är Shar-e Kord, 12,4 km nordväst om Farrokh Shahr. Trakten runt Farrokh Shahr består i huvudsak av gräsmarker.